# 몬테네그로 사회주의 공화국

몬테네그로 사회주의 공화국

몬테네그로 사회주의 공화국(세르보크로아트어: Socijalistička republika Crna Gora, Социјалистичка република Црна Гора 소치얄리스티치카 레푸블리카 츠르나 고라[*])은 구 유고슬라비아 사회주의 연방 공화국을 구성했던 공산주의 국가로, SR 몬테네그로라고도 한다. 현 몬테네그로의 전신이며, 1943년에 세워져 1992년 해체되었다.
수도는 요시프 브로즈 티토의 이름을 딴 티토그라드였으며, 티토그라드는 현 몬테네그로의 수도인 포드고리차의 옛 이름이다.

몬테네그로 사회주의 공화국의 국기
몬테네그로 사회주의 공화국의 국장

## 같이 보기
- 몬테네그로 공화국 (1992년-2006년)